# Dirección General de Transporte por Carretera y Ferrocarril
La Dirección General de Transporte por Carretera y Ferrocarril (DGTCF) de España es el órgano directivo del Ministerio de Transportes y Movilidad Sostenible, adscrito a la Secretaría General de Transporte Terrestre, que se encarga de la ordenación general, en el ámbito de las competencias del Estado, en materia de transporte por carretera, servicios de transporte ferroviario y transporte por cable.
En concreto, además de las funciones que ejerce a través de sus subdirecciones generales, el director general es responsable de impulsar medidas dirigidas a la lucha contra el cambio climático, el ahorro energético y la mejora de la eficiencia de los servicios de transporte por carretera y ferrocarril, así como de prestar apoyo a la Secretaría de Estado en el desarrollo de las iniciativas de desarrollo de planes y estrategias de movilidad segura y sostenible, relacionadas con el transporte por carretera y, en su caso, ferroviario.

## Historia
La historia de la dirección general de Transporte Terrestre se remonta al reinado de Alfonso XIII, cuando el 27 de diciembre de 1925 se crea en el Ministerio de Fomento la Dirección General de Ferrocarriles y Tranvías para la administración de estos sectores, suponiendo un nexo entre el Ministerio y el Consejo Superior de Ferrocarriles (creado en 1921) y cuyo director general era un ingeniero de caminos, canales y puertos de reconocida competencia en la materia. En 1927 esta dirección general se amplió con nuevas jefaturas para el estudio de proyectos y anteproyectos de nuevas líneas de ferrocarriles y su construcción y tres delegaciones para la regulación del tráfico de carbones minerales y de naranjas.
Mediante el Real decreto-ley de la Presidencia del Consejo de Ministros de 3 de noviembre de 1928, se reestructuraron los departamentos ministeriales asumiendo el Ministerio de Fomento las competencias sobre transportes mecánicos por carretera que antes poseía el Ministerio de Gobernación, cambiando la denominación a la de Dirección General de Ferrocarriles, Tranvías y Transportes por carretera y que en ocasiones también se llamó Dirección General de Ferrocarriles, Tranvías y Transportes mecánicos por carretera.
El año 1937 fue un gran año de expansión de esta dirección debido a la Guerra Civil. En este año se crearon nuevas jefaturas de planeamiento y construcción de ferrocarriles en todo el país y nuevos departamentos destinados a la construcción, conservación y empleos de contenedores, una herramienta de transporte de mercancías que por aquella época empezaba a crecer y que era especialmente beneficiosa para el transporte de material y suministros militares. Además, sufrió una reforma profunda dividiéndose desde abril en cuatro secciones: concesión de ferrocarriles y construcción de nuevos; explotación de ferrocarriles; tráfico y transportes por carretera.
En noviembre de 1939 se le concedió a la dirección general la potestad de sancionar a las compañías concesionarias de ferrocarriles.
La dirección general mantendrá su estructura, salvo cambios de denominación de órganos internos hasta 1958, en la que sufre otra gran reforma, pasando a organizarse de la siguiente manera:
- Sección de Explotación y Tráfico de Transportes por Carretera.
  - Jefatura y Secretaría.
  - Servicio de Transportes discrecionales.
  - Servicio de Explotación.
  - Servicio de Registros Generales y Estadística.
- Sección de Tranvías y Transportes por Carretera.
  - Jefatura y Secretaría.
  - Servicio primero de Concesiones.
  - Servicio segundo de Concesiones y Tranvías y Trolebuses.
  - Servicio de Coordinación y Asuntos Generales.
- Sección de Concesión y Construcción de Ferrocarriles.
  - Jefatura y Secretaría.
  - Servicio de Concesiones y Asuntos Generales.
  - Servicio de Planes, Proyectos y Obras.
  - Servicio de Mejoras y Material Ferroviario.
- Sección de Explotación y Tráfico de Ferrocarriles.
  - Jefatura y Secretaría.
  - Servicio de Explotación y Tráfico de la Red Nacional de los Ferrocarriles Españoles.
  - Servicio de Explotación y Tráfico de Ferrocarriles de Vía Estrecha y Asuntos Generales de la Sección.
  - Servicio de Subvenciones, auxilios y garantías a los Ferrocarriles de vía Estrecha.
- Negociado de Pases y Billetes.

Desde la creación de RENFE, la dirección general fue perdiendo su importancia y en marzo de 1963, el ministro de Obras Públicas Jorge Vigón modificó tanto su estructura como su denominación, que pasó a ser Dirección General de Transportes Terrestres. Esta dirección se estructuraba en un director y subdirector general, en unos servicios centrales integrados por la secretaría técnica, la división de Estudios y Proyectos, la división de Construcción, la división de Explotación, la sección de Contratación, Créditos y Asuntos Generales y las inspecciones generales; y unos servicios no centrales integrados por dos jefaturas de construcción, doce jefaturas regionales y treinta y nueve delegaciones provinciales de transporte y la junta de Estudios y Enlaces Ferroviarios. Asimismo, se adscribían a la dirección general la Explotación de Ferrocarriles por el Estado y el Parque Central de Automovilismo y Maquinaria
Desde entonces, su denominación ha variado entre Dirección General de Transportes Terrestres, Dirección General del Transporte Terrestre y la actual Dirección General de Transporte Terrestre, con la excepción de las dos legislaturas de José María Aznar, cuando se denominó Dirección General de Ferrocarriles y Transportes por Carretera y Dirección General de Transportes por Carretera (esta última se mantuvo con José Luis Rodríguez Zapatero hasta 2009).
En diciembre de 2023 se renombró como Dirección General de Transporte por Carretera y, en marzo de 2024, como Dirección General de Transporte por Carretera y Ferrocarril.

## Estructura
De la Dirección General de Transporte por Carretera dependen:
- La Subdirección General de Ordenación y Normativa de Transporte por Carretera y Ferrocarril, a la que corresponde la ordenación general y regulación del sistema de transporte por carretera y ferrocarril; la participación en la elaboración de normas de la Unión Europea y otras organizaciones internacionales; la secretaría del Consejo Nacional de Transportes Terrestres; la coordinación de las Juntas Arbitrales del Transporte y la resolución de conflictos competenciales entre ellas; la elaboración de reglas de coordinación relativas al ejercicio de las competencias delegadas por el Estado en las comunidades autónomas en materia de servicios de transporte ferroviario y por carretera; y la relación ordinaria con los órganos colegiados integrados en el Ministerio de Transportes y Movilidad Sostenible y con todas aquellas entidades que representen al sector empresarial en materia de servicios de transporte por carretera y ferrocarril.
- La Subdirección General de Gestión del Transporte por Carretera y Ferrocarril, a la que corresponde el otorgamiento de autorizaciones y títulos habilitantes para la prestación de los servicios de transporte por carretera que resulten exigibles conforme a la legislación interna o de la Unión Europea, o los convenios internacionales suscritos por España; la gestión y tramitación presupuestaria y de los gastos, sin perjuicio de las competencias de la Subsecretaría de Transportes y Movilidad Sostenible u otros órganos superiores o directivos del Departamento y en coordinación con ellos; la organización técnica de los registros generales y bases de datos de los servicios de transporte por ferrocarril y carretera, y de las herramientas de apoyo a los procesos de gestión e inspección desempeñados por las comunidades autónomas en ejercicio de las competencias delegadas por el Estado; ell impulso de la implantación y aplicación de nuevas tecnologías en los servicios de transporte ferroviario y por carretera relacionados con los sistemas inteligentes de transporte; la propuesta de establecimiento de obligaciones de servicio público en la prestación de servicios de transporte de viajeros por ferrocarril y carretera, así como, en su caso, la determinación de las correspondientes compensaciones, y la tramitación, adjudicación y en su caso, modificación, de los oportunos contratos de gestión de servicios públicos u otros instrumentos mediante los que se hubiese formalizado su contenido; la elaboración de estudios para el análisis de los servicios de transporte ferroviario y por carretera y la elaboración de planes de actuación administrativa sobre dichas materias, así como el apoyo y promoción del desarrollo del transporte intermodal; la gestión y tramitación de las ayudas y subvenciones que se otorguen con cargo a créditos del Departamento, en el ámbito de competencias de esta dirección general; la gestión y tramitación de las subvenciones al transporte ferroviario a familias numerosas, incluyendo el inicio, tramitación y resolución de expedientes de reintegro en esta materia, así como la designación de instructor en los procedimientos sancionadores sobre la materia; la gestión de las obligaciones de servicio público impuestas a servicios de transporte por ferrocarril o carretera, así como de los correspondientes contratos y de ejecución presupuestaria de las partidas previstas para su compensación; todas aquellas funciones que la legislación sobre transporte atribuye al Ministerio de Transportes y Movilidad Sostenible en relación con los servicios de transporte ferroviario prestados por empresas ferroviarias; y la propuesta de los servicios mínimos de carácter obligatorio para asegurar la prestación de los servicios esenciales de transporte por carretera y ferrocarril.
- La Subdirección General de Inspección de Transporte por Carretera y Ferrocarril, a la que la inspección y el control del cumplimiento de las normas reguladoras de los servicios de transporte ferroviario y por carretera y de sus actividades auxiliares y complementarias; la elaboración de los planes anuales de actuación general de los servicios de inspección, en colaboración, en su caso, con las comunidades autónomas y las ciudades de Ceuta y Melilla; la incoación, instrucción y resolución de los expedientes sancionadores por incumplimiento de las normas reguladoras de los servicios de transporte ferroviario y por carretera y de sus actividades auxiliares y complementarias; la coordinación de la actividad inspectora y sancionadora en materia de transporte terrestre que ha sido delegada por el Estado en las comunidades autónomas y en las ciudades de Ceuta y Melilla; la coordinación de la inspección con los órganos y entidades encargadas de la vigilancia del transporte ferroviario y por carretera y, en particular, con las Fuerzas y Cuerpos de Seguridad del Estado que tienen encomendada la vigilancia del transporte por carretera; y la defensa de los derechos de los viajeros en servicios de transporte por carretera y ferroviarios y el seguimiento de las reclamaciones relacionadas con las obligaciones de los operadores de transporte.

## Presupuesto
La Dirección General de Transporte por Carretera tiene un presupuesto asignado de 2 530 266 840 € para el año 2023. De acuerdo con los Presupuestos Generales del Estado para 2023, la DGTT participa en dos programas:
| Nº Programa                               | Programa                                         | Dotación        | Ref.   |
| ----------------------------------------- | ------------------------------------------------ | --------------- | ------ |
| 441M                                      | Subvenciones y apoyo al transporte terrestre     | 2 505 946 050 € | [ 13 ] |
| 453M                                      | Ordenación e inspección del transporte terrestre | 24 320 790 €    | [ 14 ] |
| Total presupuesto de la Dirección General | Total presupuesto de la Dirección General        | 2 530 266 840 € |        |

## Directores generales
| - Antonio Faquineto y Berino (1925-1930) (1)(2) - José Martínez Acacio (marzo-noviembre 1930). Interino. (2) - Manuel Becerra Fernández (1930-1931) (2) - Antonio Velao Oñate (1931-1932) (2) - Carlos Montilla Escudero (1932-1933) (2) - Ramón Cantos y Sáiz de Carlos (septiembre-diciembre 1933) (2) - Antonio Montaner Castaño (1933-1934) (2) - Pedro Redondo Sanz (1934-1935) (2) - Dámaso Vélez Gonzálvez (abril-octubre 1935) (2) - Antonio Gómez Zapatero (febrero-septiembre 1936) (2) - Carlos Montilla Escudero (septiembre-octubre 1936) (2) - Vicente Gaspar Soler (1936-1937) (2) - Pablo Diz Flórez (1937-1939) (2) - Gregorio Pérez Conesa (1939-1941) (2) - Pedro Benito Barrachina (1941-1944) (2) - Amalio Hidalgo Fernández-Cano (1944-1945) (2) - José García-Loma y Cossío (1945-1951) (2) - José Aguinaga y Keller (1951-1957) (2) - Pascual Lorenzo Ochando (1957-1965) (2) - Santiago de Cruïlles de Peratallada Bosch (1965-1969) (3) | - Jesús Santos Rein (1969-1975) (3) - Juan Antonio Guitart y de Gregorio (1975-1977) (3) - José Luis García López (1977-1979) (3) - Pedro González-Haba González (1979-1981) (3) - Jesús Posada Moreno (1981-1982) (3) - Francisco González-Haba González (septiembre-diciembre de 1982) (3) - Manuel Panadero López (1982-1991) (3) - Bernardo Vaquero López (1991-1994) (3)(4) - Fernando Pascual Bravo (1994-1996) (4) - Fernando José Cascales Moreno (1996-1999) (5) - Juan Miguel Sánchez García (1999-2010) (5) (6) (7) - Francisco Espinosa Gaitán (septiembre-diciembre de 2010) (7) - Manel Villalante i Llauradó (2010-2012) (7) - Joaquín del Moral Salcedo (2012-2018) (7) - Mercedes Gómez Álvarez (2018-2021) (7) - Jaime Moreno García-Cano (2021-2023) (7) - Roser Obrer Marco (2023-2025) (6)(8) - Elena María Atance Herreros (2025-presente) (8) |

(1) Director General de Ferrocarriles y Tranvías.

(2) Director General de Ferrocarriles, Tranvías y Transportes por Carretera.

(3) Director General de Transportes Terrestres.

(4) Director General del Transporte Terrestre.

(5) Director General de Ferrocarriles y Transportes por Carretera.

(6) Director General de Transporte(s) por Carretera.

(7) Director General de Transporte Terrestre.

(8) Director General de Transporte por Carretera y Ferrocarril.